# Bradyporus dasypus
Bradyporus dasypus är en insektsart som först beskrevs av Johann Karl Wilhelm Illiger 1800.  Bradyporus dasypus ingår i släktet Bradyporus och familjen vårtbitare. Inga underarter finns listade i Catalogue of Life.